# Mad Dog and Glory
Mad Dog and Glory é um filme estadunidense de comédia dramática lançado em 1993 e dirigido por John McNaughton.

## Sinopse
Policial salva a vida de mafioso e ganha de presente a companhia de bela garçonete por uma semana.

## Elenco
- Robert De Niro .... Wayne 'Mad Dog' Dobie
- Uma Thurman .... Glory
- Bill Murray .... Frank Milo
- David Caruso .... Mike
- Mike Starr .... Harold
- Tom Towles .... Andrew
- Kathy Baker .... Lee
- Derek Annunciation .... Shooter (como Derek Anunciation)
- Doug Hara .... motorista
- Evan Lionel .... negociante de carros
- Anthony Cannata .... Pavletz
- J. J. Johnston .... Shanlon
- Guy Van Swearingen .... policial
- Jack Wallace .... Tommy, o garçom
- Richard Belzer .... M.C. / Comic